# Xã Newton, Quận Harvey, Kansas
Xã Newton (tiếng Anh: Newton Township) là một xã thuộc quận Harvey, tiểu bang Kansas, Hoa Kỳ. Năm 2010, dân số của xã này là 2.130 người.